# Cantón de Couhé
El cantón de Couhé era una división administrativa francesa, que estaba situada en el departamento de Vienne y la región de Poitou-Charentes.

## Composición
El cantón estaba formado por diez comunas:
- Anché
- Brux
- Ceaux-en-Couhé
- Châtillon
- Chaunay
- Couhé
- Payré
- Romagne
- Vaux
- Voulon

## Supresión del cantón de Couhé
En aplicación del Decreto nº 2014-264 de 27 de febrero de 2014, el cantón de Couhé fue suprimido el 22 de marzo de 2015 y sus 10 comunas pasaron a formar parte del nuevo cantón de Lusignan.